# Houmane Jarir
Houmane Jarir (ur. 30 listopada 1944 w Casablance, zm. 19 maja 2018) – marokański piłkarz grający na pozycji napastnika.

## Kariera klubowa
Houmane Jarir podczas kariery piłkarskiej występował w klubie Raja Casablanca.

## Kariera reprezentacyjna
W reprezentacji Maroka Houmane Jarir grał w na przełomie lat sześćdziesiątych i siedemdziesiątych.
W 1969 roku uczestniczył w zakończonych sukcesem eliminacjach mistrzostw świata 1970.
W 1970 roku uczestniczył w mistrzostwach świata 1970.
Na Mundialu w Meksyku Jarir był podstawowym zawodnikiem i wystąpił w dwóch meczach Maroka z RFN i Peru. W meczu z RFN w 21 min. zdobył pierwszą bramkę dla Maroka w finałach mistrzostw świata.